# Prejecta
Prejecta (em latim: Praiecta) foi sobrinha do imperador Justiniano (r. 527–565) por sangue e da imperatriz Teodora por casamento. Casou-se com Areobindo e então com João, filho de Pompeu.

## Biografia

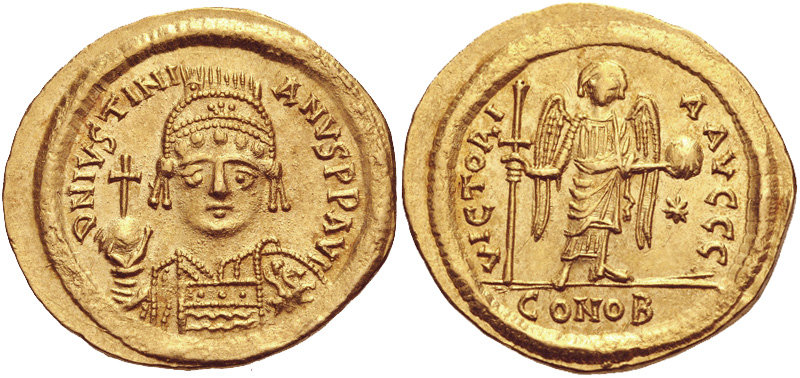
Soldo de Justiniano r.

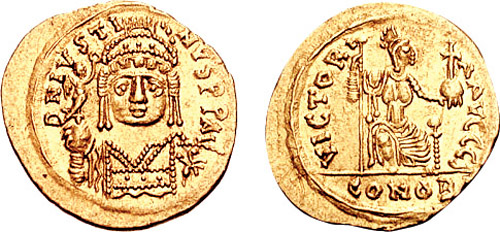
soldo de r.

Prejecta era filha de Vigilância e Dulcídio (ou Dulcíssimo), a irmã e cunhado de Justiniano, e era irmã de Justino II (r. 565–578) e do patrício Marcelo. Foi inicialmente casada com o patrício Areobindo, um senador de nascimento nobre. Em 545, com a deterioração do domínio bizantino na África após a morte do oficial Salomão e sua substituição por seu sobrinho incompetente Sérgio, Areobindo, embora não tendo experiência militar prévia, foi despachado para lá com uma pequena força.
Areobindo foi colocado no comando com Sérgio, mas não concordaram entre si, com resultados desastrosos ao esforço imperial: as forças imperiais foram severamente derrotadas em Tácia, mas mataram o rebelde Estútias. Depois, Sérgio foi removido e ele foi instalado em seu lugar. Em março de 546, foi assassinado num motim militar liderado pelo duque da Numídia Guntárico. Prejecta e sua cunhada tinham sido enviadas para um mosteiro fortificado em Cartago, mas quando Guntárico tomou a cidade, foram removidas de lá. Guntárico, que provavelmente pretendia casar-se com Prejecta, manteve-a sob prisão domiciliar, mas a tratava bem.
Após o assassinato de Guntárico pelo armênio Artabanes em maio e a restauração do governo imperial, Prejecta recompensou-o com uma grande soma de dinheiro e envolveu-se com ele. Uma vez que voltou para Constantinopla, Artabanes a seguiu, mas a imperatriz Teodora descobriu que já era casado e proibiu a união. Ele enfureceu-se e isso contribuiu para seu envolvimento na conspiração para derrubar Justiniano no final de 548. Prejecta foi casada com João, filho de Pompeu e neto de Hipácio, um casamento que ocorreu em algum momento em 546-548.